# Wolodymyr Apatskyj
Wolodymyr Mykolaiowytsch Apatskyj (ukrainisch Володимир Миколайович Апатський; * 29. August 1928 in Minsk, Weißrussische SSR; † 27. September 2018 in Kiew) war ein ukrainischer Fagottist und Hochschullehrer.

## Leben
Apatskyj studierte am Konservatorium von Minsk und am Sankt Petersburger Konservatorium. Er war Preisträger des Internationalen Wettbewerbs in Moskau (1. Preis). Apatskyj arbeitete als Solo-Fagottist in bekannten Orchestern, wie z. B. bei den Sankt Petersburger Philharmonikern und beim Nationalen Sinfonieorchester der Ukraine. Seit 1994 war er Professor für Fagott an der Nationalen Musikakademie der Ukraine Peter Tschaikowski in Kiew. Seine Schüler sind Preisträger in mehr als 50 Wettbewerben, Solisten, Kammermusiker, sowie leitende Orchestermusiker in aller Welt. Seine früheren Schüler sind Professoren an der Hochschule für Künste Bremen, Musikhochschule Seoul, Hochschule für Musik Minsk, Nationalen Musikakademie der Ukraine u. v. m.